# تيموثي جونسون (مقاتل)
تيموثي جونسون (بالإنجليزية: Timothy Johnson؛ مواليد 13 مارس 1985) هو مُقاتل فنون قتالية مختلطة أمريكي.

## وصلات خارجية
- تيموثي جونسون (مقاتل) على موقع يو إف سي (الإنجليزية)
- تيموثي جونسون (مقاتل) على موقع بيلاتور (الإنجليزية)
- تيموثي جونسون (مقاتل) على موقع شيردوغ (الإنجليزية)
- تيموثي جونسون (مقاتل) على موقع IMDb (الإنجليزية)
- تيموثي جونسون (مقاتل) على موقع قاعدة بيانات الفيلم (الإنجليزية)